# Татарник колючий
Тата́рник колю́чий (лат. Onopórdum acánthium) — вид растений рода Татарник семейства Астровые.
Часто это растение путают с чертополохом, на который он похож только своими цветками, но не стеблями, листьями и своим лечебным действием.

## Распространение и экология
Встречается на Европейской части России, в Прибалтике, на Кавказе, в северной части Средней Азии.
На окультуренных территориях является широко распространённым сорняком.

## Ботаническое описание
Двулетнее травянистое колючее растение, может вырастать до 2 м.
Корень веретенообразный, разветвлённый.
Стебель прямостоячий, крылатый, паутинисто-шерстистый, в верхней части ветвистый. Крылья шириной до 1,5 см, по краю неравномерновыемчатые с выступающими длинными (3—6 мм) игловидными жёлтыми шипами.
Листья очерёдные, сидячие, низбегающие, серопаутинистые с обеих сторон, длиной 12—30 см, уменьшающиеся к верхушке стебля. Нижние листья эллиптические, перисто-лопастные, с широкими треугольными зубчатыми лопастями; верхние листья ланцетовидные или продолговатые; прикорневые листья сужаются к основанию, переходя в черешок.
Цветки трубчатые, обоеполые. Чашечка в виде хохолка из волосков. Венчик пурпурный с пятью глубокораздельными долями. Тычинки (в числе пяти) со сросшимися в трубку пыльниками. Пестик с одногнёздной нижней завязью. Цветки собраны в шарообразные корзинки шириной 3—5 см, по 1—3 корзинки на верхушках стебля и боковых побегов. Обёртка корзинки приплюснуто-кувшинчатая, вначале паутинистая, затем голая, с зелёными листочками, реснитчатыми по краям, яйцевидными у основания, шиловидносуженными на верхушке с крепким жёлтым остриём. Наружные листочки отогнуты книзу. Общее ложе корзинки ямчатое, ямки по краям зубчатые.

## Применение
Химический состав татарника изучен мало. Семена содержат жирное масло (30—35 %) и алкалоиды (до 0,1 %); в листьях обнаружены алкалоиды (0,05 %) и сесквитерпеновый лактон аркциопикрин.
Используются цветочные корзинки и олиственные побеги растений.
Это растение употребляется в пищу. Для этой цели растения собирают весной, когда высота их не превышает 20 см. Из молодых побегов и листьев приготовляют салаты, супы и борщи.
Применяется в народной медицине для лечения злокачественных опухолей и гнойных ран. В некоторых странах татарник колючий используется для профилактики рецидивов после операционного удаления злокачественных опухолей, при раке кожи, волчанке, скрофулёзе.
Препараты татарника малотоксичны. В малых дозах они возбуждают центральную нервную систему, в больших — угнетают. Они обладают кардиотоническим действием, увеличивают силу сердечных сокращений, сужают периферические сосуды, повышают артериальное давление, усиливают диурез, повышают тонус гладкой мускулатуры, обладают кровоостанавливающим и бактерицидным действием.
Во время цветения в июле—августе даёт медоносным пчёлам много нектара. Большое число распускающихся цветков дает до 255 мг пыльцы с одного растения. 